# Golf de Khambhat
El golf de Khambhat (abans conegut com a golf de Cambay) és una entrada del mar d'Aràbia localitzada a la costa occidental de l'Índia, que administrativament pertany gairebé completament a l'estat de Gujarat (una petita part, al sud, està a Maharashtra). És una zona de mar que separa la península de Kathiawar de la costa nord-occidental de l'Índia.

## Geografia
El golf de Khambhat té uns 130km de longitud i separa la península de Kathiawar, a l'oest, de la part oriental de l'estat de Gujarat a l'est. Els rius Narmada i Tapti desemboquen al golf. El golf és poc profund i abunden en ell els bancs de sorra, incloent-hi el Mal Bank a la desembocadura dels rius i el Malacca Banks a l'entrada del golf des del mar d'Aràbia. El golf és conegut per les seves marees extremes, que varien molt en altura i que es mouen amb sorprenent velocitat. En marea baixa queda lliure d'aigua una gran superfície fins a una certa distància de la ciutat de Khambhat.
El desballestament de vaixells per a llur reciclatge és una indústria important a la zona de la ciutat d'Alang, s'aprofiten de les marees altes per apropar-hi els vaixells a la vora, on hi queden varats en enretirar-se'n la marea, essent desmantelats abans de repetir-se la marea alta del golf, que ocorre cada dos mesos.
El golf de Khambhat ha estat un important centre de comerç des de l'antiguitat, els seus ports estaven connectats amb el centre de l'Índia, i servien com a punt de partida per al comerç marítim per les rutes de l'oceà Índic. Fou una zona de navegació molt freqüentada per mariners àrabs. Bharuch, Surat, Khambhat, Bhavnagar, Daman i Diu són històricament importants ports marítims. Bharuch ha estat important des de temps antics, Khambat (Cambay) era el principal port del golf a l'edat mitjana, però després de la colmatació del seu port pels sediments, Surat es convertí en el port més important durant l'imperi mogol. La ciutat de Surat es troba a la punta est de la seva boca, Diu, antiga possessió portuguesa, a la punta oest, i la ciutat de Cambay, avui oficialment Khambhat, a l'extrem nord. Diversos rius desaiguen al golf: el Tapti i el Narbada a la part oriental; el Mahi i Sabarmati al nord; i nombrosos rierols a l'oest (Kathiawar).
L'any 2000 el ministre de ciència i tecnologia de l'Índia, Murli Manohar Joshi, anuncià que s'havien trobat proves de l'existència de restes d'una antiga civilització sota les aigües del golf, tanmateix, la comunitat d'arqueòlegs indis informà que l'anunci no tenia fonament i que es realitzà merament per motius polítics.